# ستيفان أريكسون (دبلوماسي)
ستيفان أريكسون (بالسويدية: Stefan Eriksson) هو دبلوماسي سويدي، ولد في 18 مارس 1962 في فيستيروس في السويد.